# Pseudanurophorus lapponicus
Pseudanurophorus lapponicus är en urinsektsart som beskrevs av Agrell 1939. Pseudanurophorus lapponicus ingår i släktet Pseudanurophorus och familjen Isotomidae. Inga underarter finns listade i Catalogue of Life.